# Kelli Williams
Kelli Renee Williams (ur. 8 czerwca 1970 w Los Angeles) – amerykańska aktorka. Znana przede wszystkim z roli ex-psycholog, dr Gillian Foster w serialu Magia kłamstwa.

## Życiorys
W 1988 roku ukończyła Beverly Hills High School w Los Angeles. Uczęszczała do prywatnej szkoły Lycée Français w Los Angeles.

## Życie prywatne
Jej matką jest Shannon Wilcox. Ma trzech braci, w tym dwóch przyrodnich. Ma troje dzieci: Kiran Ram (ur. 1998), Sarame Jane (ur. 3 lutego 2001), Ravi Lyndon (ur. 11 lipca 2003). Ma 165 cm wzrostu.